# Kimbi
Kimbi est un village du Cameroun situé dans la région du Nord-Ouest, le département du Boyo et la commune de Fonfuka, à proximité de la frontière avec le Nigeria.

## Géographie
Kimbi est situé dans le nord du département de Boyo, au nord Fonfuka, près de la frontière du Nigéria. La municipalité, située dans une plaine (1 000 mètres d'altitude), est richement dotée de ruisseaux et de deux rivières principales. Leurs affluents donnent naissance à des zones humides. La rivière Kimbi, principal affluent de la rivière Katsina au Nigéria, est très importante. Elle coule depuis les villages de Noni, passe par Kitchowi, Ngunakimbi, Fonfuka et Mbuk avant de rejoindre Kimbi.

## Climat
Le climat de Kimbi est de type tropical équatorial. Ce climat est caractérisé par deux saisons distinctes : une saison sèche et une saison des pluies. Durant la saison sèche d’octobre à mars, les températures sont plus élevées. La saison des pluies s’étend de mars à octobre avec une période de pluie intense entre juillet et août. Durant la saison des pluies les températures sont plus basses.
Pendant les mois de décembre et janvier, l’air est plus sec et froid en début de matinée et en fin de journée alors que les après-midi sont extrêmement chauds. Cette période est appelée « harmattan ».

## Population
Lors du recensement de 1987, 2 494 habitants sont dénombrés à Kimbi.
En 2005, le Bureau central des recensements et des études de population (BCREP) réalise un recensement, le Répertoire actualisé des villages du Cameroun, dans lequel il évalue à 2 643 le nombre d’habitants ; ce chiffre inclut 1 271 hommes et 1 372 femmes.
En 2011, le Plan communal de développement de la commune de Fonfuka (CDP) recense les populations des villages de l’arrondissement de Fonfuka. Les chiffres sont fournis par les villageois lors d'assemblées participatives de villages. À cette date, le village de Kimbi compte 5 037 habitants, dont 1 177 hommes, 1 485 femmes, 1 075 adolescents et 1 300 enfants.

## Dialecte local
Certains habitants de Kimbi parlent le bum, une langue bantoïde des Grassfields. 

## Agriculture

### Arrondissement de Fonfuka
L’agriculture est une des activités économiques structurantes de l’arrondissement de Fonfuka. Plus de 95 % des villageois sont impliqués dans l’agriculture. Les cultures vivrières sont cultivées loin des lieux de vie alors que les cultures commerciales sont situées près des lieux d’habitation. Les cultures commerciales sont gérées par les hommes et se composent principalement de café, de bananes plantain, ainsi que de palmiers pour la production de vin de palme et d’huile de palme. Ce sont surtout les femmes qui s’occupent des cultures vivrières. Les cultures incluent généralement pommes de terre, haricots. maïs, arachide, soja.

### Spécificités de Kimbi
Les villageois de Kimbi n'ont pas assez de terres fertiles dans leur village et sont obligés de retourner à Subum pour cultiver les champs. Ils y restent le temps de défricher, planter, récolter et retournent ensuite à Kimbi. La production est faible et le rendement bas. Le potentiel agricole est mal exploité malgré l’atout des marchés qui permet d’attirer des commerçants d’une zone plus large et d’accélérer le développement économique de l’arrondissement de Fonfuka. Afin de répondre à cette problématique, le CDP prévoit la construction de postes d’agriculture dont un situé à Kimbi. Une maison de stockage doit être construite à Kimbi afin de stocker les denrées.

## Parc national Kimbi-Fungom
La Réserve forestière de Fungom sous autorité autochtone (Fungom Native Authority Forest Reserve) est créée en 1932. Elle est renommée le domaine de chasse de la rivière Kimbi (Kimbi River Game Reserve) en 1964. Ce domaine d'une superficie de 989 km2 abrite des espèces d'arbres, d'oiseaux et d'animaux qui n'ont pas encore été recensées. Récemment rebaptisé Parc national Kimbi-Fungom, le parc est une zone protégée de catégorie 2.
Le conservateur du parc, Christopher Fominyam Njoh souhaite faire enregistrer le parc en catégorie 1. Il participe au débat contre le crime organisé à l'encontre de la faune sauvage.

## Commerces
Une fois par semaine, un marché se tient à Kimbi. Il alterne avec trois autres marchés chaque semaine suivant l’ordre suivant : premier marché Fonfuka, puis Kimbi, Subum, puis Konene. Les commerçants viennent des chefs-lieux voisins tels que Mesaje, Nkambe et Fundong. Les marchés vendent des denrées alimentaires, (viande, huile de palmier, sel, riz, bière et poisson), du bétail (porcins, chèvres et poulets) et des articles de première nécessité (robes d'occasion, chaussures, pots, seaux). 
Les petits producteurs transportent leurs produits au marché soit à pied, soit grâce aux chevaux ou aux ânes. Les chargements sont tassés, parfois des passagers s'assoient dessus. Pendant la saison sèche, la route est praticable mais lors de la saison des pluies, la route devient boueuse, l'eau courante créant de nombreux canaux et nids-de-poule sur la route. Ces mauvaises conditions de transport endommagent les fruits et légumes avant qu'ils arrivent sur le marché. Finalement, les cultures proposées sur le marché sont abîmées et en quantité limitée, les efforts sont gaspillés, la qualité de vie est affectée négativement.
Le commerce est une occsaion de développement pour le village de Kimbi ainsi que pour l’arrondissement de Fonfuka. Les marchés de cet arrondissement rencontrent des difficultés à attirer des commerçants des régions plus éloignées que Fundong, les commerçants ne souhaitant se déplacer que pour acheter en grande quantité. La production locale, trop faible actuellement, en empêche le développement. Le volume de bétail vendu dans chaque marché est inconnu car il n’y a pas d’enregistrement des ventes et des mouvements des bêtes. Une grande partie du bétail est acheminée vers le marché principal de Bamenda où les prix à la vente sont plus élevés[réf. nécessaire].

## Administration
Six secteurs sont directement gérés par l’arrondissement : l'agriculture, le bétail, les forêts, l'environnement, l'éducation (petites classes) et  la division des officiers (agents de division). Les autres secteurs sont représentés au quartier général divisionnaire de Fundong.

## Services

### Enseignement
Le village de Kimbi possède cinq écoles primaires : 
- GS Kimbi : 225 élèves et 6 enseignants ;
- GNS Kimbi : 40 élèves et 1 enseignant, les cours sont assurés dans la salle communautaire ;
- IPS Kimbi : 77 élèves et 4 enseignants ;
- PS Kimbi ;
- CS Kimbi[20].

Le village compte aussi un enseignement secondaire nommé GTC Kimbi avec 132 élèves.

### Santé et hôpitaux
Le village de Kimbi n’a pas de centre de soins. Les centres les plus proches sont : Fonfuka Centre de Santé Médicalisé, Buabua Centre de Santé Intégré et Konene Centre de Santé Intégré. Le centre de santé de Fonfuka est le plus près géographiquement de Kimbi. En raison de l'emplacement des centres de santé et du réseau routier limité, les personnes doivent parcourir de très longues distances afin d'être soignées. 
Les principales maladies traitées dans l'arrondissement incluent : paludisme, SIDA, onchocercose, pneumonie, ascaris, dysenterie amibienne, trichonomiase, infection fongique (levure), syphilis. Le paludisme reste une maladie endémique dans la zone de Fonfuka.

### Centre culturels, sportifs et salles communautaires
Kimbi dispose d’une salle communautaire (Kimbi Community Hall). La salle est utilisée pour la garde d’enfants ainsi que pour des assemblées[réf. souhaitée].

### Réseaux routiers
Kimbi est relié par une route rurale à Fonfuka et se trouve sur le passage de la route nationale 11 qui se déroule sur le nord de l’arrondissement de Fonfuka.

### Accès à l’eau et à l'électricité
Dans le village de Kimbi, il n’y a pas d’accès à l’eau potable. Seulement trois des villages de l’arrondissement de Fonfuka y ont accès : Buabua, Fonfuka et Konene. 
Le village n’a pas de réseau électrique mais le parc national de Kimbi a installé des panneaux solaires pour son bureau. Les villageois utilisent des générateurs, des lampes à pétrole, des lampes rechargeables ou du bois.

### Banque
Kimbi est le seul village de l'arrondissement avec Fonfuka à bénéficier d’institutions financières (Jordan Bank et Fonfuka Credit Union). Ces institutions fournissent à la population des services comme : comptes bancaires, prêts, transfert d’argent.

## Développement de Kimbi
Conjointement avec la population locale, le CDP a établi un rapport sur l'état de développement et l’identification des problématiques pour les villages de l’arrondissement de Fonfuka. Une liste d’actions est prévue pour le développement de la zone. Dans l'immédiat, le plan se concentre sur les priorités dans les secteurs de l'éducation de base, de la santé, des travaux publics, de l'eau et de l'enseignement secondaire. Les principaux projets sont : 
- construction de salles de classe et achat de bureaux, de tables et de chaises ;
- ouverture d'un tronçon de route ;
- fourniture d'équipement au centre de santé ;
- construction d'un nouveau bassin versant à Fonfuka.

Afin de contrer les inégalités hommes-femmes et les pratiques discriminatoires à l’encontre des femmes et dans l’objectif d’encourager le développement économique et social des femmes et des jeunes filles dans la région, le CDP prévoit la création de cinq centres dans l’arrondissement de Fonfuka. L’un d’eux sera situé à Kimbi. 